# Педедзе
Педедзе или Педетси (на естонски: Pedetsi jõgi, на латвийски: Pededze) е река, която преминава през територията на Естония, нейната граница с Псковска област на Русия и Латвия. В коритото на реката има кръстовище на границите на трите държави, както и най-западната точка на основната част на Русия (с изключение на островите и Калининградска област). Началото си води от югоизточния склон на възвишението Ханя, след което тече на юг и изток. Реката е десният приток на река Айвиексте.
Дължината на реката е 159 километра, площта на басейна е 1690 км2. Реката тече през територията на Латвия в продължение на 131 километра, а през територията на Естония само 26 километра. Минава на 8 км по руско-естонската граница.